# Soğukpınar, Espiye
Soğukpınar là một thị trấn thuộc huyện Espiye, tỉnh Giresun, Thổ Nhĩ Kỳ. Dân số thời điểm năm 2011 là 2.253 người.